# 大鈴功起
大鈴 功起（おおすず こうき、2000年10月5日 - ）は、日本の男性声優。東京都出身。ヴィムス所属。

## 経歴
小学生の頃、国語の授業の朗読、音楽の授業の歌が好きであり、「歌も歌って、お話もできる仕事」として職業としての声優に興味を持つ。
中学生時代、友人の影響で様々なアニメに触れるようになったという。中でも当時、『東京喰種トーキョーグール』、『四月は君の嘘』などで主人公を演じていた花江夏樹の演技に衝撃を受けており、花江については最初に憧れた声優でもある。
高校に進学後、本格的に声優を志し、日本ナレーション演技研究所に入所。
2021年、声優デビュー。
2022年、テレビアニメ『アオアシ』の青井葦人役で初主演。

## 人物
アニメ『アオアシ』での対談の際に、自身が2000年（平成12年）生まれであることを明かしている。
趣味・特技には、落語、ゲーム、バスケットボールを挙げている。
同じ事務所の同期には伊瀬結陸がいる。

## 出演
太字はメインキャラクター。

### テレビアニメ
2021年
- 美少年探偵団（観客）
- プラチナエンド（鈴木）

2022年
- 遊☆戯☆王SEVENS（少年）
- トモダチゲーム（生徒）
- アオアシ（青井葦人）
- 可愛いだけじゃない式守さん（男子生徒）
- アニ×パラ〜あなたのヒーローは誰ですか〜（下平鉋）
- パズドラ（2022年 - 2025年、ハカーケ、ゼノ）
- VAZZROCK THE ANIMATION（悪童C）

2023年
- もういっぽん!
- トモちゃんは女の子!（クラスメイト、ケイ太）
- おとなりに銀河（男子生徒）
- EDENS ZERO（ヒョウガ）
- ゾン100〜ゾンビになるまでにしたい100のこと〜（スプリンターゾンビ）
- ミギとダリ（少年B、生徒2、男生徒B、男子生徒B）
- 葬送のフリーレン（ドラート）
- ポーション頼みで生き延びます!（マルコ）

2024年
- 黒執事 -寄宿学校編-（生徒）
- 多数欠（佐藤一彦）
- 2.5次元の誘惑（生徒会役員E）
- 小市民シリーズ（2024年 - 2025年、五日市公也） - 2シリーズ
- ひとりぼっちの異世界攻略（モブB、コボルトB）
- FAIRY TAIL 100年クエスト（ドゥーム）
- ぷにるはかわいいスライム（生徒）
- ダンダダン（男子生徒B）
- アオのハコ（2024年 - 2025年、部員）

2025年
- Aランクパーティを離脱した俺は、元教え子たちと迷宮深部を目指す。（コルク）
- 妖怪学校の先生はじめました!（車掌）
- WIND BREAKER Season 2
- 神統記（テオゴニア）（ラグ村少年兵）
- 学校では教えてくれない大切なこと（かったん、タマ）
- ガチアクタ（少年）
- 帝乃三姉妹は案外、チョロい。（水族館客）

### ドラマCD
- むかば図書館（2022年、マジック）

### ゲーム
2024年
- モンスターストライク（青海波）

### テレビ番組
※はインターネット配信。
- スクる！（2022年 - 、NHK Eテレ、あおい、声のみ出演）

### ラジオ
※はインターネット配信。
- 月刊 新・男前通信3月号～月刊 大鈴功起（2024年、文化放送モバイルplus※）[13]

### 朗読劇
- 音楽朗読劇「フェルメール・ブルー」（2022年8月7日、TOKYO FMホール）- ジャック 役 他

### シリーズ一覧
1. ↑  第1期（2024年）、第2期（2025年）

### 初出話一覧
1. ↑  第8話初出
2. 1 2 3  第1話初出
3. 1 2  第6話初出
4. ↑  第11話初出
5. 1 2  第5話初出
6. 1 2  第3話初出
7. ↑  第16話初出
8. ↑  第4話初出
9. 1 2 3  第21話初出
10. 1 2  第9話初出
11. ↑  第2話初出